# 6610 Burwitz
A 6610 Burwitz (ideiglenes jelöléssel 1993 BL3) a Naprendszer kisbolygóövében található aszteroida. Natori Akira és Urata Takesi fedezte fel 1993. január 28-án.